# Mareuil-Caubert
Mareuil-Caubert è un comune francese di 1 012 abitanti situato nel dipartimento della Somme nella regione dell'Alta Francia.

## Società

### Evoluzione demografica
Abitanti censiti